# 戸田房子
戸田 房子（とだ ふさこ、1914年2月13日 - 2011年）は、日本の作家。本名ふさ子。

## 生涯
台南州立第一高等女学校卒。1941年小説家としてデビューするが、戦後は同人誌『文芸首都』に所属して細々と小説を書き、1958年から平林たい子の筆記者を、その死去まで続けた。
1980年代に評伝に転じ、1987年『詩人の妻生田花世』で平林たい子文学賞受賞。

## 著書
- 『燃えて生きよ 平林たい子の生涯』新潮社 1982
- 『詩人の妻生田花世』新潮社 1986

## 参考
- 『文藝年鑑』2010年
- 『燃えて生きよ』記載の伝記的事実
- 吉田悠樹彦,『林永修と『風車』ー台湾書籍雑誌商組合・詩書と美装本の展覧会、台南新報の文芸欄、西脇順三郎記念室・資料より』,慶應義塾中国文学会報,慶應義塾中国文学会,2021